# Bertram Bracken
Bertram Bracken (San Antonio, 10 agosto 1879 – Cathedral City, 1º novembre 1952) è stato un regista, sceneggiatore e attore statunitense.

## Biografia
Regista di 65 film girati soprattutto nel periodo del cinema muto, Bertram “Bert” Bracken nacque nel Texas, a San Antonio il 10 agosto 1879, crescendo poi a Lampasas, dove i suoi genitori, Charles e Betty Bracken, avevano aperto un'attività commerciale.
Bracken frequentò l'Università di Yale, lavorò poi in banca e, per un anno e mezzo, fece parte del 15º Cavalleria degli Stati Uniti.
La sua carriera di attore iniziò alla fine del 1890 all'Haymarket theatre di Chicago e continuò quando entrò in una compagnia di giro, per la quale mise in scena College Life, un suo lavoro scritto e prodotto da lui.
Si avvicinò al cinema nel 1910 dove, per la Star Film Company, lavorò in alcune pellicole dirette da Gaston Méliès. Per Méliès, Bracken lavorò come produttore in Australia, Asia e nel Sud Pacifico. Ritornato negli Stati Uniti, diventò primo regista alla Lubin Manufacturing Company e, quindi, regista e produttore per la Balboa Amusement Company.
Passato alla Fox Film Corporation, diresse star come Theda Bara e Anita Stewart. La sua carriera venne interrotta per un periodo nei primi anni venti, per essere ripresa un paio di anni dopo. Il suo ultimo film, The Face on the Barroom Floor, lo girò nel 1932.
Bracken morì nel 1952, all'età di 73 anni, a Cathedral City, in California.

## Filmografia
La filmografia - basata su IMDb - è completa.

### Regista
- The Castaway – cortometraggio (1912)
- Tempest Tossed – cortometraggio (1913)
- Aileen o' the Sea – cortometraggio (1913)
- The Mysterious Hand
- The Apache Kid
- Jim's Reward – cortometraggio (1913)
- The Outlaw's Gratitude – cortometraggio (1913)
- A Tenderfoot Hero
- His Last Crooked Deal – cortometraggio (1913)
- Playing with Fire (1913)
- The Medal of Honor
- To Love and Cherish
- For Her Brother's Sake – cortometraggio (1913)
- The Mate of the Schooner 'Sadie'
- Magic Melody (1913)
- The Locked Room
- When the Clock Stopped
- Turning the Table (1913)
- Her Father – cortometraggio (1913)
- Life, Love and Liberty (1913)
- When He Sees (1913)
- The Path of Sorrow (1913)
- The Eternal Duel (1914)
- The Square Triangle (1914)
- The Heart of a Brute (1914)
- The Test of Manhood (1914)
- When the Fiddler Came to Big Horn
- The Cowboy's Sweetheart (1915)
- Beulah (1915)
- The Bridge of Sighs (1915)
- In Humble Guise (1915)
- A Cattle Queen's Romance
- Comrade John (1915)
- The Shrine of Happiness (1916)
- Mismates (1916)
- The Home Breakers (1916)
- The Eternal Sapho (1916)
- East Lynne (1916)
- The Crooked Road (1916)
- Sporting Blood (1916)
- The Better Instinct
- The Primitive Call (1917)
- The Inspirations of Harry Larrabee (1917)
- The Martinache Marriage (1917)
- Conscience (1917)
- The Best Man (1917
- A Branded Soul (1917)
- For Liberty
- The Moral Law (1918)
- Code of the Yukon
- And a Still Small Voice
- The Boomerang (1919)
- In Search of Arcady
- The Long Arm of Mannister
- The Confession (1920)
- Parted Curtains
- Harriet and the Piper (1920)
- The Mask (1921)
- The Northern Trail
- The Policeman and the Baby (1921)
- The Ne'er to Return Road (1921)
- Kazan (1921)
- The White Mouse
- Sleeping Acres
- Defying the Law (1924)
- Passion's Pathway
- A Jungle Heroine
- The Last Man (1925)
- The Lion's Mate (1925)
- A Jungle Tragedy
- Beasts of the Veldt
- Heartless Husbands
- Speeding Through
- Dame Chance
- Rose of the Bowery
- Duty's Reward
- Fire and Steel
- The Face on the Barroom Floor (1932)

### Sceneggiatore
- Sporting Blood, regia di Bertram Bracken (1916)
- The Primitive Call, regia di Bertram Bracken (1917)
- A Branded Soul, regia di Bertram Bracken (1917)
- Code of the Yukon
- And a Still Small Voice
- Parted Curtains, regia di Bertram Bracken e James C. Bradford (1920)
- The White Mouse, regia di Bertram Bracken (1921)
- Defying the Law, regia di Bertram Bracken (1924)
- Rose of the Bowery
- The Face on the Barroom Floor, regia di Bertram Bracken

### Attore
- The Immortal Alamo, regia di William F. Haddock (1911)
- The Mysterious Hand
- Playing with Fire
- The Square Triangle, regia di Bertram Bracken (194)
- This Is the Life, regia di Marshall Neilan (1935)